# برة بنت السموأل
بَرَّة بِنْت السَمَوْأَل هي والدة صفية بنت حيي، إحدى زوجات الرسول محمد ﷺ.

## حياتها
كانت برة ابنة الشاعر المحارب المتميز من قبيلة بني الحارث، السموأل بن عادياء. وأخوها هو رفاعة بن سموأل القرضي.
تزوّجت برة من حيي بن أخطب، الذي كان زعيما لقبيلة بنو النضير - واحدة من أكبر القبائل اليهودية في ذلك الوقت. ثم عاشت برة في المدينة المنورة وأصبح عضوة في قبيلة بنو قريظة. عندما تم طرد بنو النضير من المدينة في عام 625، استقرت برة مع أسرتها في خيبر. وقد كانت برة تتمتع هناك بمكانة بارزة، حيث يُعتبر زوجها زعيما، كما أنّ أبو الحقيق كانوا يمتلكون حصن القموص.
كانت هناك صراعات مع الرسول محمد ﷺ، حيث حدثت عدة اغتيالات لأقاربها، أمثال سلام بن أبي الحقيق.
في مايو 627، تم قطع رأس زوجها وابنها بسبب تورطهما في غزوة الخندق، إلى جانب معظم أقاربها الذكور من بنو قريضة. وقد نجا شقيقها رفاعة، لأنه لجأ إلى امرأة مسلمة.
ابنة برة، صفية، كانت متزوجة في البداية من سلام بن مشكم القرضي، أحد قادة بنو النضير. تزوجت لاحقًا من كنانة بن الربيع بن أبي الحقيق النظري، الذي قًتل بعد أحداث غزوة خيبر عام 628. تم القبض على صفية مع نساء أخريات من عائلة كنانة، لكن وضع أسرها في الحرب انتهى بزواجها من النبي محمد ﷺ. وهكذا أصبحت برة بنت سموأل حماة للرسول محمد ﷺ. ومع ذلك، ليس معروفًا ما حدث لها بعد عام 628.